# Râul Pereschiv
Râul Pereschiv este un curs de apă, afluent al râului Bârlad. 